# Приютное (Крым)
Прию́тное (до 1948 года Теле́ш Тата́рский и Теле́ш Ру́сский; укр. Приютне, крымскотат. Teleş, Телеш) — исчезнувшее село в Раздольненском районе Республики Крым, располагавшееся на самом юге района, у границы с Сакским районом, примерно в 4 километрах юго-восточнее современного села Шалаши Сакского района.

## История
Первое документальное упоминание села встречается в Камеральном Описании Крыма… 1784 года, судя по которому, в последний период Крымского ханства Телеш входил в Каракуртский кадылык Бахчисарайского каймаканства. После присоединения Крыма к России (8) 19 апреля 1783 года, (8) 19 февраля 1784 года, именным указом Екатерины II сенату, на территории бывшего Крымского ханства была образована Таврическая область и деревня была приписана к Евпаторийскому уезду. После павловских реформ, с 1796 по 1802 год входила в Акмечетский уезд Новороссийской губернии. По новому административному делению, после создания 8 (20) октября 1802 года Таврической губернии, Телеш был включён в состав Хоротокиятской волости Евпаторийского уезда.
По Ведомости о волостях и селениях, в Евпаторийском уезде с показанием числа дворов и душ… от 19 апреля 1806 года в деревне Телеш числилось 8 дворов, 51 крымский татарин и 3 ясыров. На военно-топографической карте генерал-майора Мухина 1817 года деревня Тлеш обозначена с 7 дворами. После реформы волостного деления 1829 года Темеш, согласно «Ведомости о казённых волостях Таврической губернии 1829 года» отнесли к Аксакал-Меркитской волости (переименованной из Хоротокиятской). На карте 1836 года в деревне 15 дворов, а на карте 1842 года Телеш обозначен условным знаком «малая деревня», то есть, менее 5 дворов.
В 1860-х годах, после земской реформы Александра II, деревню приписали к Чотайской волости. Согласно «Памятной книжке Таврической губернии за 1867 год», деревня была покинута жителями в 1860—1864 годах, в результате эмиграции крымских татар, особенно массовой после Крымской войны 1853—1856 годов, в Турцию и вновь заселена татарами. По обследованиям профессора А. Н. Козловского 1867 года, вода в колодцах деревни Тлеш была пресная, а их глубина достигала 30—40 саженей (64—85 м). На трехверстовой карте Шуберта 1865—1876 года в деревне Телеш обозначено 4 двора.
Вновь, в доступных источниках, поселение встречается в «…Памятной книжке Таврической губернии на 1900 год», согласно которой в деревне Телеш Кокейской волости числилось 17 жителей в 1 дворе, а в одноимённом посёлке 73 жителя в 15 дворах на вакуфе. По Статистическому справочнику Таврической губернии. Ч.II-я. Статистический очерк, выпуск пятый Евпаторийский уезд, 1915 год, в экономии Телеш (Яшлавского) Кокейской волости Евпаторийского уезда числилось 4 двора (2 двора с землёй, 2 — безземельные) с татарским населением в количестве 18 человек приписных жителей и 11 — «посторонних», из которых 22 мужчины и 7 женщин. Жители владели 596 десятинами удобной земли. В хозяйствах имелось 48 лошадей, 80 волов, 12 коров и 162 головы мелкого скота. Также числились 2 имения Телеш Мартынец и И. И. Яссана, каждое с 1 двором.
После установления в Крыму Советской власти, по постановлению Крымревкома от 8 января 1921 года № 206 «Об изменении административных границ» была упразднена волостная система и село вошло в состав Евпаторийского района Евпаторийского уезда, а в 1922 году уезды получили название округов. 11 октября 1923 года, согласно постановлению ВЦИК, в административное деление Крымской АССР были внесены изменения, в результате которых округа были отменены и произошло укрупнение районов — территорию округа включили в Евпаторийский район. Согласно Списку населённых пунктов Крымской АССР по Всесоюзной переписи 17 декабря 1926 года, в селе Телеш, Джелалского сельсовета Евпаторийского района, числилось 28 дворов, все крестьянские, население составляло 123 человека, из них 76 русских, 38 немцев, 4 татар, 5 записаны в графе «прочие». После создания 15 сентября 1931 года Фрайдорфского (переименованного в 1944 году в Новосёловский) еврейского национального района Телеш включили в его состав.
С 25 июня 1946 года Телеш в составе Крымской области РСФСР. Указом Президиума Верховного Совета РСФСР от 18 мая 1948 года, Телеш татарский объединили с Телешем русским и переименовали в Приютное. 25 июля 1953 года Новоселовский район был упразднен и Приютное включили в состав Раздольненского. 26 апреля 1954 года Крымская область была передана из состава РСФСР в состав УССР. Время включения в Воронкинский сельсовет пока не установлено: на 15 июня 1960 года село уже числилось в его составе. Ликвидировано Приютное до 1960 года (согласно справочнику «Крымская область. Административно-территориальное деление на 1 января 1968 года» — в период с 1954 по 1968 годы, как посёлок Воронкинского (в справочнике 1977 года — уже Зиминского) сельсовета).

## Телеш русский
В доступных исторических документах поселение встречается на двухкилометровке РККА 1942 года, как восточная часть села и в указе 1948 года об объединении с Телешем татарским и переименовании в Приютное.